# Magadh
Magadh ist eine Division im indischen Bundesstaat Bihar. Sie hat ihren Verwaltungssitz in Gaya.

## Geschichte
Die Division wurde 1981 von der Verwaltung von Bihar eingerichtet. Im September 2001 wurde der Distrikt Arwal aus dem Distrikt Jehanabad gebildet.

## Distrikte
Die Division Magadh besteht aus fünf Distrikten:
| Distrikt   | Hauptstadt | Fläche in km² | Einwohner (Stand: 2001) | Bev.-Dichte in E/km² |
| ---------- | ---------- | ------------- | ----------------------- | -------------------- |
| Arwal      | Arwal      | 1.960         | 589.476                 | 301                  |
| Aurangabad | Aurangabad | 3.305         | 2.897.013               | 287                  |
| Gaya       | Gaya       | 4.976         | 3.473.428               | 698                  |
| Jehanabad  | Jehanabad  | 1.569         | 1.174.900               | 749                  |
| Nawada     | Nawada     | 2.494         | 1.809.696               | 726                  |